# Hilmar Kopper
Hilmar Kopper (Osłonino, 13 marzo 1935 – Rothenbach, 11 novembre 2021) è stato un banchiere tedesco, presidente del consiglio di amministrazione della Deutsche Bank dal 1989 al 1997.

## Biografia
Kopper, secondo di quattro figli di una famiglia mennonita, nacque a Oslonino ( Polonia ), da dove la sua famiglia venne espulsa alla fine della seconda guerra mondiale.
Poiché la famiglia poteva permettersi l'istruzione accademica solo per il fratello maggiore, nel 1954 Kopper divenne tirocinante presso la Rheinisch-Westfälische Bank a Köln-Mülheim, una filiale regionale della Deutsche Bank, l'istituto dove avrebbe trascorso tutta la sua carriera.  Dopo esser stato inviato alla J. Henry Schroder Banking Corp. a New York City, iniziò a lavorare nel dipartimento per gli affari esteri della Deutsche Bank ( Auslandsabteilung) a Düsseldorf. Nel 1972 divenne membro del consiglio di amministrazione della Deutsch-Asiatische Bank AG (Banca tedesco-asiatica). Promosso  Generalbevollmächtigter ( Direttore Generale ) nel 1972,  divenne membro del consiglio di amministrazione della Deutsche Bank nel 1977. Dopo l'omicidio terroristico nel 1989 dell'amministratore delegato della banca Alfred Herrhausen,  gli succedette come presidente ( Vorstandssprecher ). Durante il suo mandato, la banca venne ridisegnata per diventare un attore globale .  Ricoprì la carica fino al 1997, per poi essere nominato presidente del consiglio di sorveglianza fino al 2002.
Kopper ha presieduto il consiglio di sorveglianza di DaimlerChrysler dal 1998 al 2007. È stato membro del comitato direttivo del gruppo Bilderberg .  È stato anche membro della giuria del Premio Franz Werfel per i diritti umani .

### Controversie
Kopper ricevette ampia attenzione da parte del pubblico e dei media nel 1994, quando usò la parola "arachidi" per descrivere una somma di 50 milioni di marchi tedeschi. Una giuria di studiosi della linguistica ha successivamente votato il termine come "non -parola" tedesca dell'anno, sottolineando criticamente l'ampia differenza di definizione di "una quantità di denaro non significativa" da parte dei dirigenti di banca e della gente comune.  Con una certa dose di autoironia, Kopper posò in seguito su un mucchio di noccioline per la pubblicità della Frankfurter Allgemeine Zeitung (" Dahinter steckt immer ein kluger Kopf ovvero "C'è sempre una mente intelligente dietro di esso").

### Vita privata
Durante il periodo di tirocinio negli Stati Uniti, Kopper incontrò per caso l'autore Ernest Hemingway nel 1958 su una spiaggia di Acapulco, in Messico, rimanendo un suo entusiasta lettore per tutta la vita.  Si sposò una prima volta nel 1961 con Irene, da cui si separò nel 1999.  Uno dei tre figli della coppia è lo storico Christopher Kopper . Nel 2003 si era risposato con Brigitte Seebacher, vedova di Willy Brandt.
Kopper è morto dopo una breve malattia all'età di 86 anni.

## Pubblicazioni
- (DE) Hilmar Kopper, Die Bank lebt nicht vom Geld allein : Beiträge zu Kultur und Gesellschaft 1994–1997, Piper, 1997, ISBN 3-492-22584-5, OCLC 45050456.